# Push-Medien
Als Push-Medien werden Informations-Formate bezeichnet, die ohne aktives Zutun des Nutzers zugestellt werden. Push-Medien können vom Empfänger nur sehr allgemein beeinflusst werden z. B. durch Ein- oder Ausschalten des Empfangsgerätes. Mitteilungen laufen dabei nur in einer Richtung (unidirektional) vom Sender zum Empfänger.
Typische Push-Medien sind Zeitungsabonnements, die Rundfunk- und Fernsehnachrichten oder ein Newsletter. Die Bezeichnung stammt ursprünglich aus dem Bereich der Logistik (vgl. auch Push-Pull-Strategie) und des Supply-Chain-Managements (SCM). Der Gegenpart dazu sind Pull-Medien.
Im Gegensatz dazu gehören beispielsweise RSS-Dienste zu den Pull-Medien, weil hier der Nutzer selbst aktiv über das Internet und speziell das WWW Informationen anfordert. Aber auch im Internet gibt es Push-Verfahren, nämlich dort, wo Inhaltsanbieter (Content-Provider) unbestellte Werbung an den Nutzer senden. Die Push-Technologie wird außerdem in der Kommunikationswelt, zum Beispiel bei Funktelefonen, eingesetzt und ist dort seit etwa Anfang 2000 als „push message“ (Push-Nachrichten) bekannt. Der Push-Charakter des Fernsehens geht andererseits beim interaktiven Fernsehen wegen des Rückkanals graduell zurück.
Mitte der 1990er Jahre wurde versucht, das Push-Prinzip im Internet einzuführen, um den Nutzer von der Notwendigkeit zu Entscheidungen und eigener Aktivität zu entlasten. Netscape führte bereits früh das sogenannte Server Push ein, bei dem der Web-Server gezielt Informationen an den Client, also den Web-Browser des Surfers, senden konnte, ohne dass dieser aktiv werden musste. Unter dem Schlagwort des Webcasting entwickelten sich ab Frühjahr 1997 verschiedene Push-Verfahren, welche die regelmäßige und automatisierte Zustellung von personalisierten, das heißt vorselektierten und aufbereiteten Informationen auch im Internet ermöglichen sollten; im Kontext des WWW spricht man dann von Kanälen (Channels).
Schon eine Ankündigungs- oder Newsletter-Mail, die auf einmaligen Wunsch dem Interessenten regelmäßig zugestellt wird, ist ein Push-Medium, ähnlich dem Abonnement einer Zeitung. Auch E-Mail-Marketing oder UCE kann als Push-Medium bezeichnet werden, da der Nutzer dabei nicht aktiv werden muss bzw. gar nicht ohne weiteres ausweichen kann.
Seit etwa Sommer 1998 gilt Push als Anti-Trend; Prognosen wie jene des Magazins Wired, nach denen Push-Dienste in kurzer Zeit die Web-Browser verdrängen würden, erwiesen sich damit als falsch.
Im Push-Bereich aktive Unternehmen wie Marimba, Backweb und Pointcast reagierten dementsprechend und suchten sich Firmenkunden als neue Klientel. Diese sollen Push-Software in ihren Intranets als Alternative zu herkömmlichen E-Mail-Systemen einsetzen (Push-Server).
So benutzt Blackberry das Konzept zur Versorgung der mobilen Endgeräte (Clients), also z. B. den Empfang von E-Mail. Auch Apple verwendet diese Technik über den Service namens iCloud (ehemals MobileMe). Dabei werden nicht nur E-Mails, sondern auch Kontakte und Kalenderdaten übertragen. Wenn eine Internetverbindung nicht möglich ist, lassen sich die Daten auch über SMS kapseln (Binär-SMS).
Pushkurse sind Nachrichten über den Verlauf von Wertpapierkursen, die regelmäßig, oft sogar in Echtzeit auf einen Empfänger des Nutzers gesendet werden.
Push-Benachrichtigungen werden auf neueren mobilen Kommunikationsgeräten zum schnellen Erreichen des Empfängers genutzt. Die Benachrichtigung kommt von einem Programm, welches auf dem Gerät installiert ist, und wird direkt auf den Bildschirm, auch bei Gebrauch anderer Programme, eingeblendet. Das Programm muss hierzu nicht im Vordergrund laufen und kann auch geschlossen sein.